# كمب سارة
كمب سارة هي إحدى مناطق بغداد في جهة الرصافة تقع قربها منطقة بغداد الجديدة وحي الغدير حيث يفصله عنها الطريق السريع ويحد بينهما شارع خالد بن الوليد والذي ينتهي بساحة التحريات. تشتهر المنطقة بكنائسها العديدة حيث تعتبر من المناطق المهمة للمسيحيين ومن التجمعات الأساسية وهي تحوي عدد من المراكز الأجتماعية والدينية المهمة يقف في مقدمتها نادي المشرق الأجتماعي الذي يعتبر من المراكز الإجتماعية المهمة، ومقر مجلة الأفق (الصادرة عن بطرييركية الكنيسة الشرقية القديمة) ومقر الجمعية الخيرية الأرمنية.
وتعتبر المنطقة الآن مجمع ومركز صناعي وتجاري حيث تحوي الآن على العديد من الشركات والمحلات التجارية وخاصة في المنطقة القريبة على شارع محمد القاسم السريع حيث أنشئ أكبر مجمع لبيع المواد الانشائية بالجملة ويعتبر امتداداً إلى سوق سيد سلطان علي.

## التسمية
أن تسمية المنطقة بكمب سارة يعود إلى أن أراضي المنطقة كانت مملوكة من قبل السيدة سارة اسكندريان الأرمنية الغنية وقد قامت سارة ببيع الكثير من أراضيها إلى الناس الاعتياديين وخصوصاً من الأرمن والمسيحيين وبأسعار مناسبة مما جعل أبناء شعبنا يبتاعون الأراضي منها وهذا ما جعلها تجمع مغلق لأبناء شعبنا النازحون من قرى الشمال ولهذا السبب أطلق عليها «كمب» والذي يعني معسكر أو ملاذ آمن.
وتم محو اسم كمب سارة من السجلات الرسمية بعد التسميات الجديدة لأمانة بغداد لمحلات بغداد فأعطتها اسم «حي الرياض» برقم 910.

## التاريخ
الأرض في أصلها مملوكة لأوهانيس (هوفهانيس) ماركوس اسكندريان أحد الأرمن في بغداد، وكان أوهانسيان هو المشتري والبائع لأغنام الرؤساء ودوابّهم وأراضيهم بالثمن البخس ثم يعود ويبيعها لهم بعد أن يقبض الوالي ما يريد، عدا عن قيامه برهن الأراضي والبساتين وشرائها بعدئذ بأرخص الأثمان، فامتلك أخصب الأراضي وأجود البساتين في محافظة واسط وبغداد والحلة وغيرها من جهات العراق وأشهرها أراضي مقاطعة الدبوني في العزيزية من لواء الكوت، وأراضي معسكر الرشيد والتي تسمى الآن (كمب سارة) وقسم كبير من أراضي المسبح.
لأسكندريان فتاة إسمها سارة، التي خلّف لها ثروة طائلة جداً، تتضمن أموالاً وبساتين وأراضي زراعية في بغداد والصويرة والحلة ومنطقة الشوملي، فضلاً عن أراض واسعة ضمن حدود أمانة بغداد، وقد سجلت جميع هذه الأراضي بأسمها.
وبعد أن شهد الأرمن مجازر إبادة جماعية وتهجير على يد الدولة العثمانية عام 1915، أسست سارة مع عدد من النساء الأرمنيات في بغداد عام 1917 الهيئة النسوية الأرمنية لإغاثة المهجرين الأرمن، ثم قامت سارة خاتون وزوجها تانييل بتوزيع الطعام والملابس على 20 ألفاً من المهجرين الأرمن في العراق الذين أسكنتهم سارة خاتون في حي الكيلاني ببغداد (كمب الكيلاني)، ومع زيادة عدد المهجرين الأرمن، أصبح كمب الكيلاني لا يستوعبهم، فقامت في عام 1937 بتوزيع أراضيها لقاء مبالغ مالية زهيدة ليسكنها الأرمن النازحين من قرى الشمال وللمسيحيين وهذا ما جعل هذه المساحة من الأرض تجمعاً مغلقاً لهم، لهذا السبب أطلق عليها (كمب) والذي يعني«معسكر» أو «ملاذ آمن»، وسمي هذا الحي الأرمني المسيحي بحي (سارة الزنگينة) أو (كمب سارة).
وفي مطلع الخمسينات تم الإعلان عن بيع أراضيها، التي كان معظمها مزارع للخس. وبدأ الناس من مناطق بغداد القديمة يتخذونها سكناً، كان بناء بيوتهم على الطراز البغدادي القديم ولكن بشكل متطور وبمساحة أوسع، وبعد ان نال الحيّ الاهتمام تم مد شبكة المجاري عام 1962 وفي عام 1963 تبلطت شوارع الحي، وكانت من المناطق المسيحية المميزة في بغداد، وتحوي العديد من المراكز الاجتماعية والدينية المهمة منها نادي المشرق الاجتماعي والذي يعتبر من المراكز الاجتماعية المهمة ويعود تأسيسه إلى عام 1944، وهناك كاتدرائية مريم العذراء للكنيسة الشرقية القديمة ومقر قداسة أبينا البطريريك مار أدي الثاني الكلي طوبى ومقر مجلة الأفق كما وتقع هناك كنيسة الأرمن ومقر الجمعية الخيرية الأرمنية، فضلاً عن مدرسة ثانوية للأرمن بناها رجل الأعمال الأرمني كالوست سركيس كولبنكيان، وجامع عيسى بن مريم في السوق القديم.

### 2003 - الآن
كمب سارة تحولت اليوم إلى منطقة صناعية فيها الكثير من كراجات تصليح السيارات بمختلف أنواعها ومحال بيع الأدوات الاحتياطية وصار المرور من الشارع الضاج لا يدعو إلا إلى الانزعاج، وإن كانت المنطقة ذات أغلبية مسيحية بنسبة 80 % إلا أنهم الآن، حسب مطلعين، لا يتجاوزون الـ 20 %. ويشير الكثيرون إلى أن أحداث الإرهاب والتفجيرات التي ضربت المنطقة بعد عام 2003 كان لها الأثر الكبير في هجرة الكثير من المسيحيين. وتغيرت أحوال المجتمع حتى وصل الحال إلى أن الجار لا يعرف جاره وكل بيت تعرض للتقسيم وصار 3 بيوت لحل أزمة السكن، ويرى الكثير من أهلها أن المنطقة أهملت فلم تعد نظيفة ولا جميلة.

## التركيبة السكانية
منطقة كمب سارة كانت في السابق منطقة ذات أغلبية مسيحية فنسبة السكان المسيحيين فيها كان يتجاوز إلـ 90 % إلى 80 % بينما لا تتجاوز نسبتهم اليوم الـ 20 % بسبب الإنفجارات والإستهدافات الإرهابية التي حصلت بعد عام 2003 مما أدى إلى الهجرة إلى الشمال أو خارج البلاد.

## حدود المنطقة
من الجنوب معسكر الرشيد ومن شرقها تل محمد والخط السريع ومن شمالها كانت تسمى محلة الرياض قبل أن تشمل التسمية كل المنطقة التابعة إدارياً للكرادة الشرقية ومن الغرب الشارع الرئيسي المؤدي إلى معسكر الرشيد الممتد من ساحة عقبة بن نافع، وكانت هنالك سدة ترابية تفصل المنطقة عن معسكر الرشيد وهي الآن تقع تحت جسر الخط السريع المؤدي من الدورة إلى بغداد الجديدة، وهذه السدة وجدت لمنع ماء نهر دجلة من الدخول عندما يحدث فيضان، فيما كانوا ينقلون المعسكر إلى هذه المنطقة لأن أرضها كانت أعلى، ويذكر البعض من أهالي المنطقة القدماء أن كمب سارة سكنها عدد كبير من الضباط الذي يخدمون في معسكر الرشيد فكانوا يعبرون السدة ويذهبون مشياً إلى المعسكر.

## الكنائس
- كنيسة الأرمن
- كنيسة مار جرجس، مطرانية الروم الأرثوذكس
- كاتدرائية مريم العذراء للكنيسة الشرقية القديمة
- كنيسة القديس كرابيت للأرمن الأرثوذكس
- مقر قداسة أبينا البطريريك مار أدي الثاني الكلي طوبى.